# 꽃수레

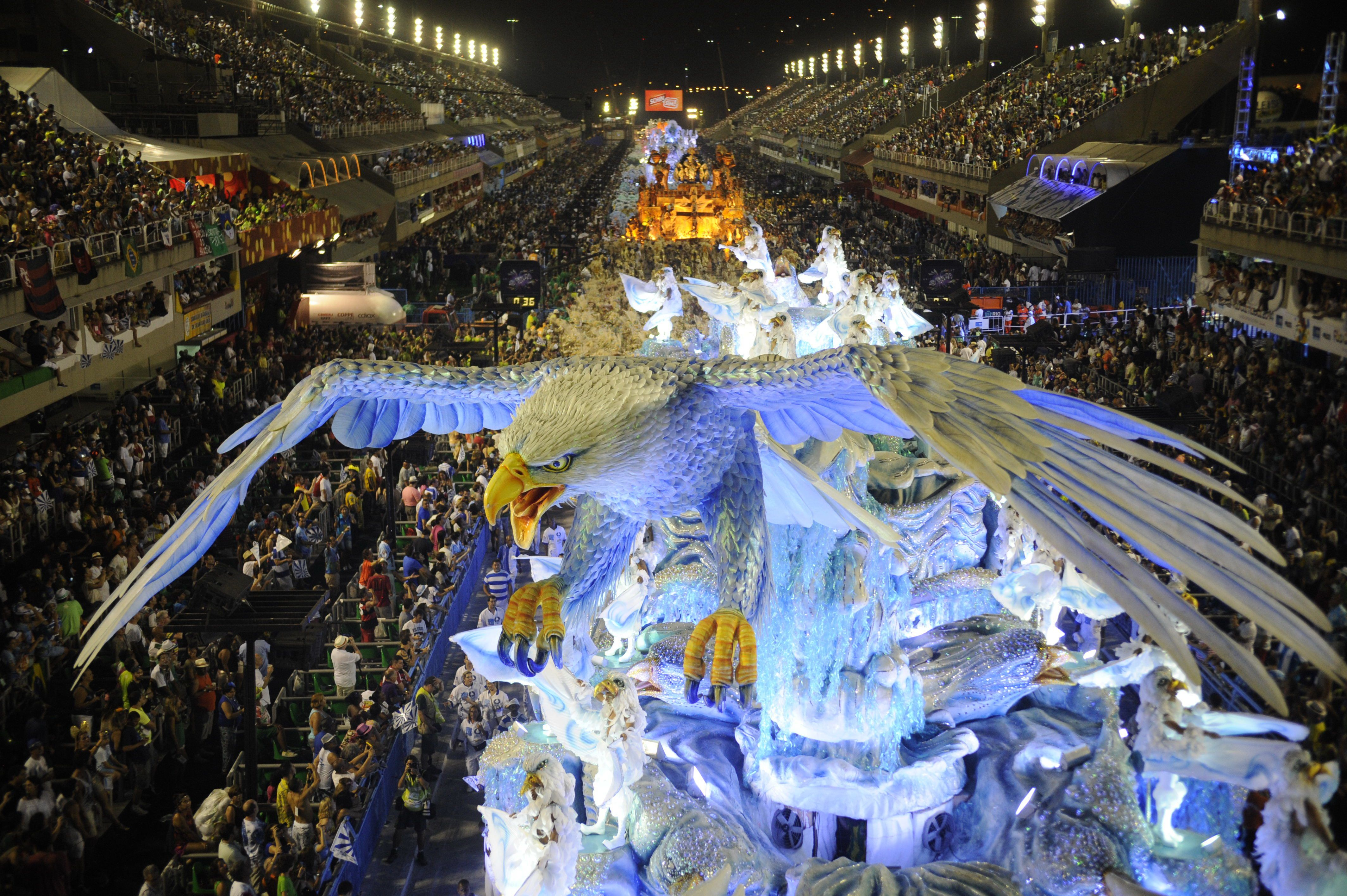
2014년의 리우 카니발의 꽃수레

꽃수레(float) 또는 장식 차량, 퍼레이드 차량은 트럭과 같은 차량에 장착되거나 트럭 뒤에 견인되는 장식된 플랫폼으로, 리우데자네이루 카니발, 상파울루 카니발, 비아레지오 카니발과 같은 많은 축제 행진의 구성 요소이다. 몰타 카니발, 메이시스 추수감사절 퍼레이드, 키웨스트 판타지 페스트 퍼레이드, 뉴올리언스 마디그라, 인디애나폴리스 500 페스티벌 퍼레이드, 미국 대통령 취임식 퍼레이드, 장미 퍼레이드 토너먼트 등이 있다. 후자의 경우 수레 전체가 꽃이나 기타 식물 재료로 장식된다.

## 같이 보기
- 행진